# Солова (приток Упы)
Солова — река в России, протекает по Тульской области. Левый приток Упы.

## Физико-географическая характеристика
Река Солова берет своё начало у посёлка Сорочинка Щёкинского района Тульской области, всего в шести километрах к западу (за водоразделом) от места впадения в Упу её другого притока — Упёрты. Далее Солова течёт на северо-запад до устья возле села Селиваново. Устье реки находится в 98 км от устья Упы.
Длина реки — 52 км, площадь водосборного бассейна — 634 км². У села Селиваново ширина реки — 9 метров, глубина — 0,7 метра.
Русло реки извилистое. Берега на протяжении всего маршрута покрыты густой травой, часто река течет в коридоре сплошного камыша. Встречаются каменистые перекаты. Несмотря на то, что вдоль реки расположено множество населённых пунктов, непосредственно у реки домов нет. Дно, в основном, илистое, вода коричневатая. При сплаве кроме низководных мостков и поваленных деревьев, препятствием могут стать несколько каменистых порожков. Для водного туризма представляет интерес участок Соловы длиной около 40 километров от села Карамышево на трассе М2 «Москва-Симферополь» до устья.

### Притоки
(указано расстояние от устья)
- 16 км: река Воздремок (пр)
- 31 км: река Крапивенка (лв)
- 36 км: река Камушки (пр)
- 41 км: река Невежа (лв)

## Исторические упоминания
Река Солова (вместе с рекой Плава/Плова) неоднократно упоминается в описаниях составленной в Разрядном приказе «Книги Большому чертежу» первой половины XVII века (протограф 1627 года). Обе реки вытекают из обширного историко-географического региона — Куликова поля, пересекаемого с севера на юг Муравским шляхом.
А дорога Муравскои шлях лежит мимо Тулы, через засеку, в Щегловы ворота.
И лазят татаровя выше Тулы верст с 8 реку Шат, а перелезши Шат и речку Шиворань, лазят реку Упу в Костомаров брод против Дедилова, от Тулы 20 верст.
А перелезши реку Упу, от Костомарова броду ехать вверх по рекам; с левые стороны Муравские дороги река Упа, а на правую сторону река Солова; ехать до верх реки Мечи. А Меча река по леву Муравские дороги потекла и пала в Дон, ниже города Лебедяни верст с 8.
А ниже Тулы верст с 30 и больши пала в Упу река Солова.

А ниже Соловы верст с 6 и больши пала в Упу река Плова; а река Солова и река Плова вытекли с верху реки Мечи ис Куликова поля от Муравского шляху.

## Данные водного реестра
По данным государственного водного реестра России относится к Окскому бассейновому округу, водохозяйственный участок реки — Упа от истока и до устья, речной подбассейн реки — Бассейны притоков Оки до впадения Мокши. Речной бассейн реки — Ока.
Код объекта в государственном водном реестре — 09010100312110000019304.

## Топографические карты
- Лист карты N-37-63 Ленинский. Масштаб: 1 : 100 000. Состояние местности на 1989 год. Издание 1993 г. (место впадения в Упу)
- Лист карты N-37-75 Плавск. Масштаб: 1 : 100 000. Состояние местности на 1988 год. Издание 1992 г. (основное течение)
- Лист карты N-37-76 Киреевск. Масштаб: 1 : 100 000. Состояние местности на 1988 год. Издание 1994 г. (истоки)